# سميحة محسن
سميحة محسن (من مواليد 1998)، هي سباحة مصرية.

## الحياة المهنية
في بطولة السباحة الأفريقية 2018، فازت بالميدالية الذهبية في سباق 100 متر ظهر، والميدالية الذهبية في سباق التتابع الحر المختلط 4 × 100 متر، وتتابع متنوع مختلط 4 × 100 متر، والميدالية الفضية في سباحة الظهر بطول 50 مترًا بزمن 29.51 ثانية، والميدالية الفضية في سباق التتابع 4 × 100 متر سباحة حرة، وتتابع 4 × 100 متر متنوع.
فازت سميحة بالميدالية الذهبية في بطولة أريزونا الدولية للسباحة في الولايات المتحدة في عام 2018 في سباق 50 متر حرة بزمن 26.55، وحصدت برونزية سباق 100 متر حرة بزمن 58.15. كما فازت بذهبية ببطولة Western athletic conference في عام 2018 في سباق 50 متر حرة، بزمن 23.05 ثانية، وفازت برونزية في سباق 100 متر بزمن 55.62.

## نتائج
| الحدث            | مسار   | الزمن   | النقاط | التاريخ        | المدينة         | الدورة                 |
| ---------------- | ------ | ------- | ------ | -------------- | --------------- | ---------------------- |
| 50 متر حرة       | 50 متر | 26.71   | 695    | 14 أبريل 2017  | ميسا (أريزونا)  | Arena Pro Swim Series  |
| 100 متر حرة      | 50 متر | 58.71   | 683    | 13 أبريل 2017  | ميسا (أريزونا)  | Arena Pro Swim Series  |
| 50 متر ظهر       | 50 متر | 29.51   | 764    | 10 سبتمبر 2018 | الجزائر (مدينة) | بطولة أفريقيا المفتوحة |
| 100 متر ظهر      | 50 متر | 1:04.16 | 738    | 15 أبريل 2017  | ميسا (أريزونا)  | Arena Pro Swim Series  |
| 50 متر فراشة     | 50 متر | 28.19   | 650    | 11 سبتمبر 2018 | الجزائر (مدينة) | بطولة أفريقيا المفتوحة |
| 100 متر فراشة    | 50 متر | 1:03.41 | 669    | 12 أبريل 2018  | ميسا (أريزونا)  | Pro Swim Series        |
| 100 متر دورة حرة | 50 متر | 58.65   | -      | 12 سبتمبر 2018 | الجزائر (مدينة) | بطولة أفريقيا المفتوحة |

المصدر:

## روابط خارجية
- سميحة محسن على موقع الاتحاد الدولي للسباحة (الإنجليزية)
- سميحة محسن على موقع SwimRankings.net (الإنجليزية)